# Бенкен, Герман
Герман Даниэль Теодор Бенкен (нем. Hermann Daniel Theodor Beenken; 2 февраля 1896, Бремен — 6 апреля 1952 года, Мадрид) — немецкий историк искусства.

## Биография
После окончания школы Герман Бенкен, сын бизнесмена, изучал историю искусства во Фрайбурге-им-Брайсгау под руководством Вильгельма Пиндера и в Мюнхене под руководством Генриха Вёльфлина, где он в 1920 году получил докторскую степень по теме «Проблемы формообразования в архитектуре немецкого классицизма» (Gestaltungsproblem in der Baukunst des deutschen Klassizismus).
Затем он стал сотрудником Вильгельма Пиндера в Институте истории искусств при Лейпцигском университете и сосредоточил своё внимание на изучении скульптуры немецкого Средневековья. Затем он преподавал в университете в должности приват-доцента. В 1925—1927 годах Герман Бенкен работал в Институте истории искусств во Флоренции, изучая архитектуру Тосканы и творчество Мазаччо и Мазолино да Паникале. После его возвращения в Лейпцигский университет он стал самым молодым адъюнкт-профессором истории искусств. Бенкен работал в Лейпциге в тесном сотрудничестве с Лео Брунсом и Теодором Хетцером.
В Лейпциге Герман Бенкен исследовал творчество нидерландских живописцев Яна и Хуберта ван Эйков, Рогира ван дер Вейдена. Известен спор Бенкена с историком искусства Эрвином Панофским о том, кто из братьев ван Эйк является главным автором Гентского алтаря. Панофский критиковал способ атрибуции, применяемый Бенкеном. Спор вылился в принципиальную дискуссию: какой метод — иконографии или иконологии, развитый в дальнейшем Панофским, может надёжно доказать авторство художественного произведения.
После прихода к власти национал-социалистов в Германии Бенкен 11 ноября 1933 года подписал «Заявление профессоров немецких университетов и вузов о поддержке Адольфа Гитлера и национал-социалистического государства» — документ, который подписали более 900 учёных и преподавателей. Официальный заголовок гласил «С Адольфом Гитлером за честь, свободу и право народа Германии!» (Mit Adolf Hitler für des deutschen Volkes Ehre, Freiheit und Recht!).
Во время своего пребывания в Лейпциге в 1933 году Герман Бенкен стал членом Национал-социалистического союза учителей (Nationalsozialistischen Lehrerbund). После начала Второй мировой войны в 1940 году он присоединился к Национал-социалистической рабочей партии Германии и в следующем году — к Немецкой национал-социалистической ассоциации лекторов. После окончания войны в апреле 1945 года Военный трибунал осудил Бенкена, но 25 июля 1946 года он был реабилитирован специальным комитетом антифашистской партии Саксонии.
В 1949 году Бенкен, который тем временем обратился к архитектуре периода романтизма, принял приглашение в Рейнско-Вестфальский технический университет Ахена (Rheinisch-Westfälische Technische Hochschule Aachen; RWTH Aachen University), где возглавил кафедру истории искусства. Основные направления его работы: исследования голландской и итальянской живописи XV—XIX веков и «творческих идей эпохи романтизма». В Ахене (Северный Рейн-Вестфалия) Бенкен с 1948 года был директором «Собрания Рейффа» (Sammlung Reiff-Museum).
6 апреля 1952 года Герман Бенкен умер во время служебной поездки в Мадрид.

## Научное наследие
Герман Бенкен — один из самых выдающихся учёных-медиевистов Германии, сыгравший важную роль в утверждении новых подходов к изучению средневековой культуры. В отличие от большинства исследований в области исторических художественных стилей, Герман Бенкен обращался не к формальной стороне произведений искусства, как поступали Алоиз Ригль, Генрих Вёльфлин и Август Шмарзов, а к внутренней логике формообразования, определяющей связь смысла произведения и его внешней формы. Он также показал, что архитектура может быть хорошим зеркалом эпохи и её задач, и что архитектура XIX века не отрицала, а продолжала решать те же задачи, которые были у неё и в прошлые эпохи.

## Основные публикации
- Картины Вестфалии (Bildwerke Westfalens). 1923
- Романская скульптура в Германии XI и XII века (Romanische Skulptur in Deutschland 11 u. 12 Jahrhundert). 1924
- Образы Бамбергского собора XIII века (Bildwerke des Bamberger Domes aus dem 13. Jahrhundert). 1925
- Скульпторы XIV века на Рейне и в Швабии (Bildhauer des vierzehnten Jahrhunderts am Rhein und in Schwaben). 1927
- Публикации о происхождении Гентского алтаря: О происхождении Гентского алтаря, Хуберт и Ян ван Эйк; Возраст Гента; «Провозглашение Фридсама» и проблема Гентского алтаря; Статус проблемы Хуберта ван Эйка: Вопросы о Гентском алтаре (Publikationen zum Entstehungsstreit um den Genter Altar: Zur Entstehungsgeschichte des Genter Altars, Hubert und Jan van Eyck, H. Beenken, Wallraf-Richartz Jahrbuch (1933-34): 76-132.; Genter Alter von van Eyck, erneut überprüft, H. Beenken, Burlington Magazine 63 (1933): 64-72; Die «Friedsam-Verkündung» und das Problem des Genter Altars, E. Panofsky, Art Bulletin 18 (1935): 432-73; Der Stand des Hubert van Eyck Problems: Fragen um den Genter Altar, H. Beenken, Oud Holland 53 no. 1 (1936): 7-33). 1933—1936
- Благовещение Петруса Кристуса в Метрополитен-музее и проблема Хуберта ван Эйка (Die Verkündigung des Petrus Christus im Metropolitan Museum und das Problem des Hubert van Eyck). 1937
- Подробнее о «Благовещении Фридсама» и проблеме Гентского алтаря (Mehr über die «Friedsam-Verkündung» und das Problem des Genter Altars). 1938
- Мастер Наумбурга (Der Meister von Naumburg). 1939
- Изобразительное искусство раннего Средневековья (Die Bildkunst des Frühmittelalters). 1939
- Концепция смерти в немецком искусстве XIX века (Die Todesvorstellung in der deutschen Kunst des 19. Jahrhunderts). 1939
- Хуберт и Ян ван Эйк (Hubert und Jan van Eyck). 1941
- Девятнадцатый век в немецком искусстве (Das neunzehnte Jahrhundert in der deutschen Kunst). 1944
- Рогир ван дер Вейден (Rogier van der Weyden). 1951
- Творческие строительные идеи немецкого романтизма (Schöpferische Bauideen der deutschen Romantik). 1952